# Šida Kartli
Šida Kartli (gruzínsky შიდა ქართლი, česky Vnitřní Kartli) je gruzínský kraj (region, gruz. mchare) v centrální a severní části země, kde hraničí s Ruskem. Krajským městem je Gori. Na severu regionu se rozkládá Jižní Osetie, jedno ze separatistických, mezinárodně neuznaných území. Tento kraj se tak zčásti nachází mimo kontrolu gruzínské centrální vlády, přičemž kvůli vojenské přítomnosti Ruska je často označován za Ruskem okupované území.

## Základní údaje

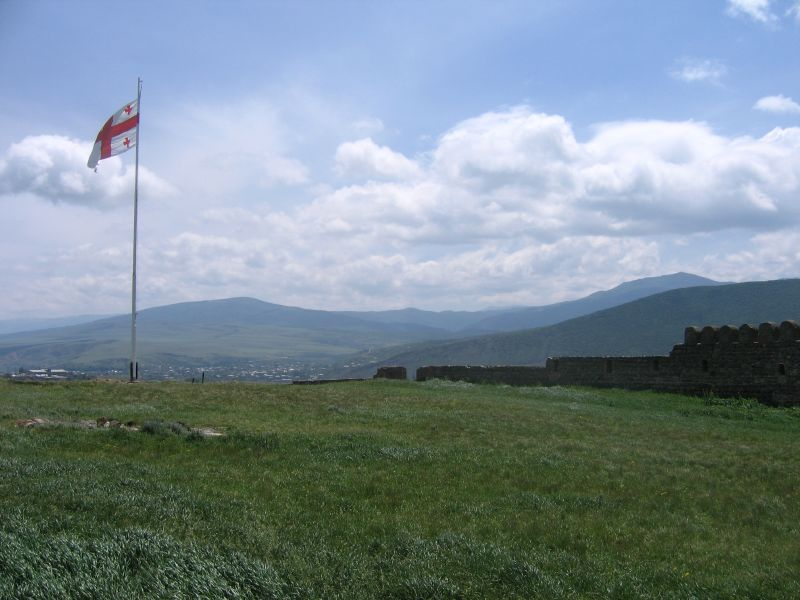
Krajina u města Gori

Region se rozkládá na území o rozloze 4 807 km². Kraj sousedí na západě s regiony Rača Lečchumi a Kvemo Svaneti a Imeretií, na jihu s regiony Samcche-Džavachetie a Kvemo Kartli, a na východě s krajem Mccheta-Mtianetie. Podle údajů ze sčítání lidu z roku 2014 žije ve Vnitřní Kartli 263 382 obyvatel. V součtu však chybí obyvatelé žijící na území Jižní Osetie, takže ve skutečnosti má kraj obyvatel mnohem více. Obyvatelstvo je národnostně pestré; dominantní jsou však Gruzínci, kteří tvoří na jihu regionu kontrolovaném vládou 94,7 % veškerého obyvatelstva. Nejvýraznější menšinu tvoří Ázerbájdžánci, Oseti, Arméni a Rusové. Území pod jihoosetskou kontrolou obývají téměř výhradně Oseti, neboť toto území bylo po krvavých konfliktech začátku 90. let etnicky vyčištěno.
Území, které obývají jižní Oseti, nazývají Gruzínci Samačablo nebo Machabeli, což býval v minulosti název zdejšího vládnoucího rodu Machabeli.

## Pamětihodnosti

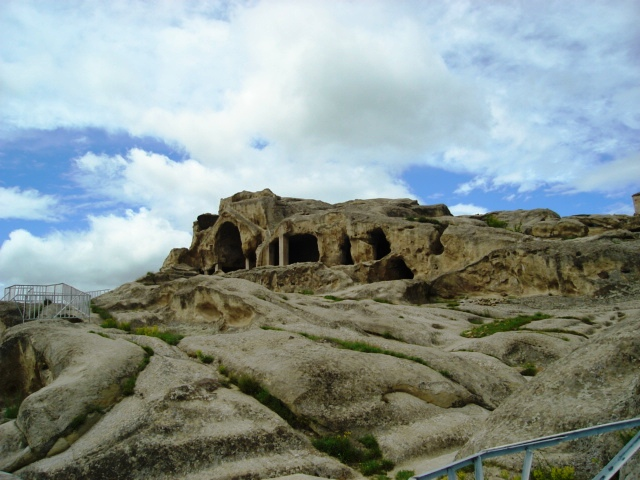
Rozvaliny města Uplisciche

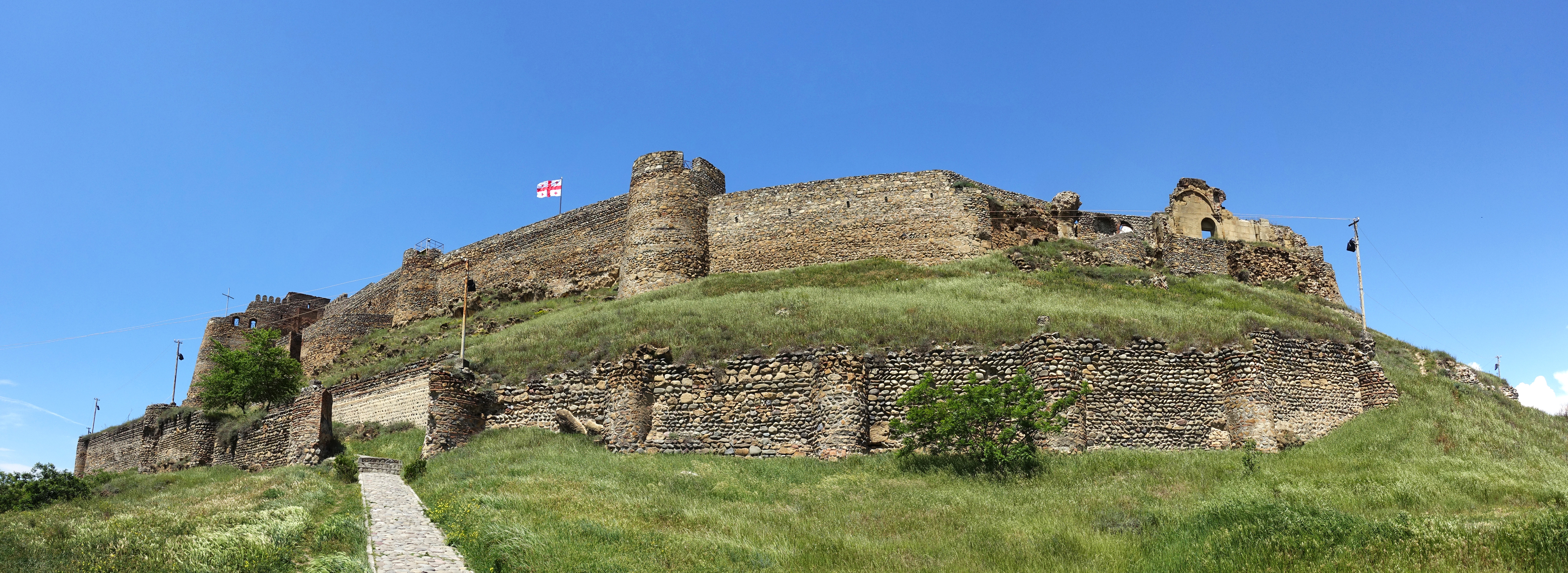
Pevnost Gori – Goris Ciche

Kraj disponuje velkým množstvím přírodního a kulturního dědictví a jsou zde přístupné mnohé turistické atrakce. Jednou z nejvýznamnějších je chrám Atenis Sioni, který byl postaven podle předlohy chrámu v klášteře Džvari, jenž je zapsán společně s dalšími památkami v Mcchetě ze sousedního kraje na seznamu světového dědictví UNESCO.
Další památkou je starověké skalní město Uplisciche, nacházející se asi 10 km východně od Gori. V roce 1920 ale památka utrpěla značné škody při zemětřesení, které srovnalo se zemí celé město Gori.
Také samotné město Gori nabízí několik památek, zejména z 20. století. Na náměstí před radnicí se nachází monumentální Stalinova socha, která jako jedna z mála přežila Chruščovovo odsouzení jeho kultu osobnosti. Ve městě se též nachází Muzeum Josifa Stalina v Gori, který se zde narodil.
Na pahorku v centru Gori se nachází středověká pevnost Gori Ciche, která byla zbudovaná na skále za městem za účelem obrany Tbilisi a okolních obchodních cest. Pevnost však byla taktéž značně poničena při zemětřesení v roce 1920.

## Administrativní členění kraje

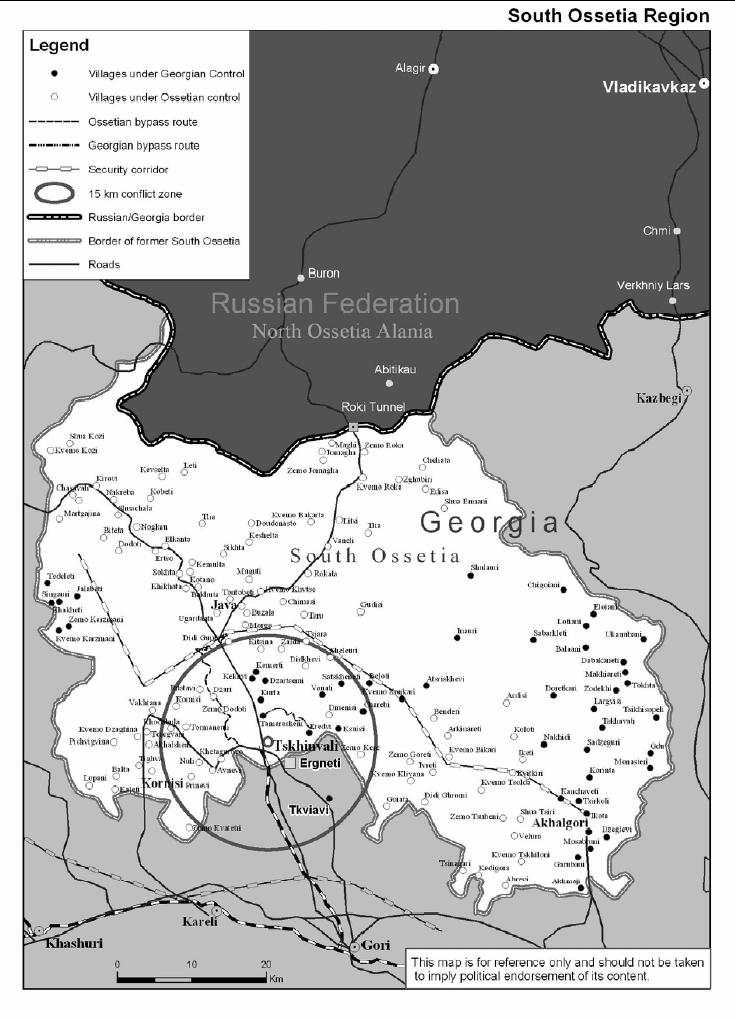
Mapa Jižní Osetie

Region Šida Kartli se dále dělí do sedmi municipalit (obcí). Pod kontrolou gruzínské vlády jsou však pouze 4 z nich, tři další (Eredvi, Kurta a Tigvi) jsou ovládány separatistickou jihoosetskou vládou.
1. Municipalita Gori (správní centrum Gori)
2. Municipalita Kaspi (správní centrum Kaspi)
3. Municipalita Kareli (správní centrum Kareli)
4. Municipalita Chašuri (správní centrum Chašuri)

## Známí rodáci
- Josif Vissarionovič Stalin, sovětský vůdce (narozen v Gori)
- Georgi Kandelaki – boxer
- Aleksi Mačavariani – skladatel
- Sulchan Cincadze – skladatel
- Eduard Kokojty – sovětský zápasník 60. let, bývalý prezident Jižní Osetie